# Cornul și laptele
Cornul și laptele este un program introdus în școli de guvernul României începând cu anul 2002.
Beneficiarii programului sunt copiii din grădinițe și din școli generale.
Media beneficiarilor este de peste două milioane de copii anual.
În anul 2010, guvernul României a creat un program similar, „mere în școli”, prin care elevii din clasele 1-8 din învățământul de stat și privat primesc gratuit câte un fruct proaspăt zilnic, timp de 100 zile de școlarizare, în intervalul noiembrie-martie.
Programul de încurajare a consumului de fructe în școli este parte a unui program european, finanțat în proporție de 75% din fonduri UE.